# Charadriidae
I Caradriidi (Charadriidae, Vigors 1825) sono una famiglia di uccelli caradriiformi che include corrieri, pivieri, pivieri tortolini, fratini e pavoncelle. Abitano nelle aperte campagne di tutto il mondo, specialmente in habitat vicini all'acqua. Fanno eccezione alcune specie, come ad esempio Peltohyas australis, che preferiscono ambienti più secchi.

## Descrizione
I Charadriidae sono uccelli di piccole-medie dimensioni, con corpi compatti, colli corti e robusti, e ali lunghe e appuntite. I pesi e le lunghezze variano dal piccolo Charadrius collaris, di soli 26 g e 14 cm, ai 368 g e i 35 cm del Vanellus miles.

## Biologia
La dieta varia a seconda della zona in cui vivono le varie specie, ma in linea di massima si cibano di insetti, vermi e altri invertebrati. Cacciano a vista, con una tecnica fatta di corse rapide e arresti improvvisi. Nel periodo riproduttivo, difendono il territorio con esibizioni aeree molto appariscenti.

## Sistematica
La famiglia è divisa in due sottofamiglie: ai Vanellinae (le pavoncelle) appartengono gli uccelli di maggiori dimensioni, mentre nei Charadriinae rientrano i più piccoli corrieri, pivieri e fratini. Queste sottofamiglie sono a loro volta suddivise in 11 generi che contengono 67 specie.
- Sottofamiglia Vanellinae
  - Genere Vanellus
    - Vanellus vanellus (Linnaeus, 1758)
    - Vanellus crassirostris (Hartlaub, 1855)
    - Vanellus armatus (Burchell, 1822)
    - Vanellus spinosus  (Linnaeus, 1758)
    - Vanellus duvaucelii (Lesson, 1826)
    - Vanellus tectus (Boddaert, 1783)
    - Vanellus malabaricus (Boddaert, 1783)
    - Vanellus albiceps Gould, 1834
    - Vanellus lugubris (Lesson, 1826)
    - Vanellus melanopterus (Cretzschmar, 1829)
    - Vanellus coronatus (Boddaert, 1783)
    - Vanellus senegallus (Linnaeus, 1766)
    - Vanellus melanocephalus (Rüppell, 1845)
    - Vanellus superciliosus (Reichenow, 1886)
    - Vanellus cinereus (Blyth, 1842)
    - Vanellus indicus (Boddaert, 1783)
    - Vanellus macropterus † (Wagler, 1827)
    - Vanellus tricolor (Vieillot, 1818)
    - Vanellus miles (Boddaert, 1783)
    - Vanellus gregarius (Pallas, 1771)
    - Vanellus leucurus (Lichtenstein, 1823)
    - Vanellus chilensis (Molina, 1782)
    - Vanellus resplendens (Tschudi, 1843)

  - Genere Erythrogonys
    - Erythrogonys cinctus Gould, 1838
- Sottofamiglia Charadriinae
  - Genere Peltohyas
    - Peltohyas australis (Gould, 1841)

  - Anarhynchus
    - Anarhynchus frontalis Quoy & Gaimard, 1830

  - Pluvialis
    - Pluvialis apricaria (Linnaeus, 1758)
    - Pluvialis fulva (J.F.Gmelin, 1789)
    - Pluvialis dominica (Statius Müller, 1776)
    - Pluvialis squatarola (Linnaeus, 1758)

  - Charadrius
    - Charadrius obscurus J.F.Gmelin, 1789
    - Charadrius hiaticula Linnaeus, 1758
    - Charadrius semipalmatus Bonaparte, 1825
    - Charadrius placidus J.E.Gray & G.R.Gray, 1863
    - Charadrius dubius Scopoli, 1786
    - Charadrius wilsonia Ord, 1814
    - Charadrius vociferus Linnaeus, 1758
    - Charadrius melodus Ord, 1824
    - Charadrius thoracicus (Richmond, 1896)
    - Charadrius pecuarius Temminck, 1823
    - Charadrius sanctaehelenae (Harting, 1873)
    - Charadrius tricollaris Vieillot, 1818
    - Charadrius forbesi (Shelley, 1883)
    - Charadrius marginatus Vieillot, 1818
    - Charadrius alexandrinus Linnaeus, 1758
    - Charadrius nivosus (Cassin, 1858)
    - Charadrius javanicus Chasen, 1938
    - Charadrius ruficapillus Temminck, 1821
    - Charadrius peronii Schlegel, 1865
    - Charadrius pallidus Strickland, 1853
    - Charadrius collaris Vieillot, 1818
    - Charadrius alticola (Berlepsch & Stolzmann, 1902)
    - Charadrius falklandicus Latham, 1790
    - Charadrius bicinctus Jardine & Selby, 1827
    - Charadrius mongolus Pallas, 1776
    - Charadrius leschenaultii Lesson, 1826
    - Charadrius asiaticus Pallas, 1773
    - Charadrius veredus Gould, 1848
    - Charadrius morinellus Linnaeus, 1758
    - Charadrius modestus Lichtenstein, 1823
    - Charadrius montanus J.K.Townsend, 1837

  - Thinornis
    - Thinornis cucullatus  (Vieillot, 1818)
    - Thinornis novaeseelandiae (J.F.Gmelin, 1789)

  - Elseyornis
    - Elseyornis melanops (Vieillot, 1818)

  - Oreopholus
    - Oreopholus ruficollis (Wagler, 1829)

  - Phegornis
    - Phegornis mitchellii (Fraser, 1845)

  - Hoploxypterus
    - Hoploxypterus cayanus (Latham, 1790)